# Vinnemerville
Vinnemerville är en kommun i departementet Seine-Maritime i regionen Normandie i norra Frankrike. Kommunen ligger i kantonen Valmont som tillhör arrondissementet Le Havre. År 2022 hade Vinnemerville 224 invånare.

## Befolkningsutveckling
Antalet invånare i kommunen Vinnemerville
| Referens: INSEE |